# Шумска волухарица
Шумска или риђа волухарица (лат. Myodes glareolus) је евроазијска врста волухарице.

## Распрострањење
Ареал шумске волухарице обухвата већи број држава у западном делу Евроазије.
Врста има станиште у Русији, Турској, Казахстану, Шведској, Норвешкој, Пољској, Немачкој, Шпанији, Италији, Србији, Грчкој, Мађарској, Румунији, Украјини, Белорусији, Финској, Данској, Уједињеном Краљевству, Ирској, Босни и Херцеговини, Бугарској, Француској, Холандији, Црној Гори, Македонији, Лихтенштајну, Литванији, Летонији, Словачкој, Словенији, Чешкој, Естонији, Хрватској, Молдавији, Аустрији и Белгији.

## Станиште
Станишта врсте су шуме, жбуњаци, и речни екосистеми.

## Угроженост
Шумска волухарица је наведена као последња брига, јер има широко распрострањење и честа је врста.